# Zygomusic
 (mars 2023).
Zygomusic est un jeu musical télévisé, diffusé sur M6 de septembre 1990 à août 1992, et présenté par Laurent Petitguillaume.
Trois candidats s'affrontaient sur des questions de culture musicale. Tout d'abord s'opérait une sélection (les participants devaient reconnaître des extraits de clip), puis la Zygomachine leur choisissait une épreuve originale, telle que retrouver le nom d'un artiste, donner le dernier mot d'un passage de chanson, faire tourner manuellement un vinyle pour reconnaître le morceau, jeu du « Vrai / Faux », etc.
Outre Laurent Petitguillaume, le jeu était dirigé par la voix off de Monsieur Zygo, qui octroyait ou retirait des points au joueur si celui-ci osait l'écouter quand la Zygomachine s'arrêtait sur « Monsieur Zygo ».
Le finaliste devait disputer la dernière épreuve, à savoir observer un clip et répondre ensuite à dix questions d'observation par oui ou par non.
Chaque émission s'achevait par un zoom sur le visage du présentateur.